# Ecuatorial
Ecuatorial ist ein Orchesterwerk von Edgar Varèse. Das zwischen 1932 und 1934 entstandene Werk nach Texten aus dem Buch Popol Vuh der Maya ist für Bass oder einstimmigen Chor, acht Blechbläser, Klavier, Orgel, zwei Theremin oder Ondes Martenot und sechs Schlaginstrumente gesetzt.
Während Varèse in dieser Phase seines Schaffens sonst darum bemüht war, das Klangerlebnis des modernen Großstadtdschungels auszudrücken, sollte Ecuatorial einen echten südamerikanischen Dschungel mit seinen beunruhigenden Tier- und Vogelgeräuschen hervorrufen. Allerdings auch dieser nicht unbeeinflusst von Menschen – die Vögel klingen unnatürlich, Trommeln erinnern dauernd an die menschliche Präsenz, ebenso wie der Chor und die von ihm gesungenen Worte die Präsenz des Menschen in Varèses musikalischem Urwald deutlich machen.
Das Stück beginnt mit einer kurzen Klaviereröffnung, der eine schmetternde Trompete folgt. Darauf folgen sowohl Geräuschausbrüche von Trommeln, Blechbläsern und Orgel als auch ruhige Momente, in denen Ondes Martenot, Klavier und Holzblock vorkommen. Der Chor singt, redet, flüstert und schreit vor allem in tiefen Stimmlagen. Der Text, den er vorträgt, ist eine Bearbeitung des Popol Vuh durch den guatemaltekischen Dichter Miguel Asturias.
Varèse schrieb das Werk ursprünglich für zwei Theremin mit Griffbrettern (Theremincellos). Nachdem es sich bei späteren Aufführungen als schwierig herausstellte, die Instrumente noch aufzutreiben, schrieb er es für zwei Ondes Martenot um. Ecuatorial war bis 1954 das letzte Werk, das Varèse komponierte.
Einen neuen Publikum wurde das Werk 1988 dadurch bekannt, dass Woody Allen es an prominenter Stelle in seinem Film Eine andere Frau einsetzte.